# Jaworze (polana)
Jaworze, Na Jaworzu, Hala Jaworze – polana na najwyższym, zachodnim szczycie masywu Łopienia (961 m) w Beskidzie Wyspowym. Znajduje się na płaskim i rozległym wierzchołku oraz północnych jego zboczach. Ze wszystkich stron otoczona jest świerkowym lasem z domieszką buka. Jak inne polany w Karpatach powstała w wyniku działalności Wołochów, którzy w XV w. przybyli do nas wraz ze swoimi stadami owiec i kóz. Góry wówczas były całkowicie zalesione, w dolinach istniały już niewielkie osady. Wołosi przygotowywali sobie teren do wypasu swoich stad poprzez wypalanie lasów w wierzchołkowych partiach gór. Nie było to wcale takie proste, jak mogłoby się wydawać (zobacz cyrhlenie). Z czasem Wołosi asymilowali się z miejscową ludnością. W drugiej połowie XIX w. i później, gdy wsie na Podhalu stały się już przeludnione i rolniczo wykorzystany był każdy, najmniejszy skrawek ziemi, również polana Jaworze została zaorana pod pola uprawne. Świadczą o tym wyraźnie widoczne do dzisiaj ślady zagonów, a także liczne, znajdujące się na niej i jej obrzeżach kopce kamieni, obecnie już zarośnięte krzewami i roślinami. Aby móc uprawiać kamienistą ziemię, trzeba było stale zbierać kamienie, wyrzucano je na kopce w upatrzonych miejscach. Polana od dawna już nie jest użytkowana rolniczo. Uprawa ziemi na tej wysokości, na jałowej i kamienistej glebie z przyczyn ekonomicznych stała się nieopłacalna. Nieopłacalne stało się obecnie również pasterstwo. Aby przeciwdziałać zarośnięciu polany lasem, jak dzieje się to na licznych innych beskidzkich polanach, jest ona koszona.
Pod samotnym drzewem stoi na polanie kapliczka i ławka dla turystów. Polana jest doskonałym miejscem na biwak. Ze szczytowej części polany warto podejść nieznakowaną ścieżką przez las ok. 30 m na południe od polany. Ponad doliną Jurkówki znajduje się tutaj niewielka, podcięta wychodniami skalnymi polanka Widny Zrąbek z krzyżem, księgą wpisów dla turystów, polowym ołtarzem i ławką. Rozpościera się stąd doskonały widok. W kierunku od lewej do prawej widać: Krzystonów, Jasień, Kobylicę, fragment pasma Gorców, Mały Ćwilinek, Ćwilin, Szczebel, Śnieżnicę, Ciecień. W południowym kierunku, ponad szczytami Krzystonowa, Jasienia i pasma Gorców wznoszą się Tatry. W głębokiej dolinie Jurkówki i Łososiny miejscowości: Półrzeczki, Jurków, Gruszowiec i Dobra.
Polana znajduje się w obrębie miejscowości Dobra w województwie małopolskim, w powiecie limanowskim, w gminie Dobra. Z zachodniej części polany Jaworze widoki obejmujące Ostrą, Cichoń, Modyń i Mogielicę.

## Szlak turystyki pieszej
– zielony z Dobrej przez Łopień na Przełęcz Rydza-Śmigłego:
- czas podejścia z Dobrej 1:45 h (↓ 1 h), suma podejść 490 m
- czas podejścia z Przełęczy Rydza-Śmigłego: 1 h (↓ 0:45 h), suma podejść 250 m

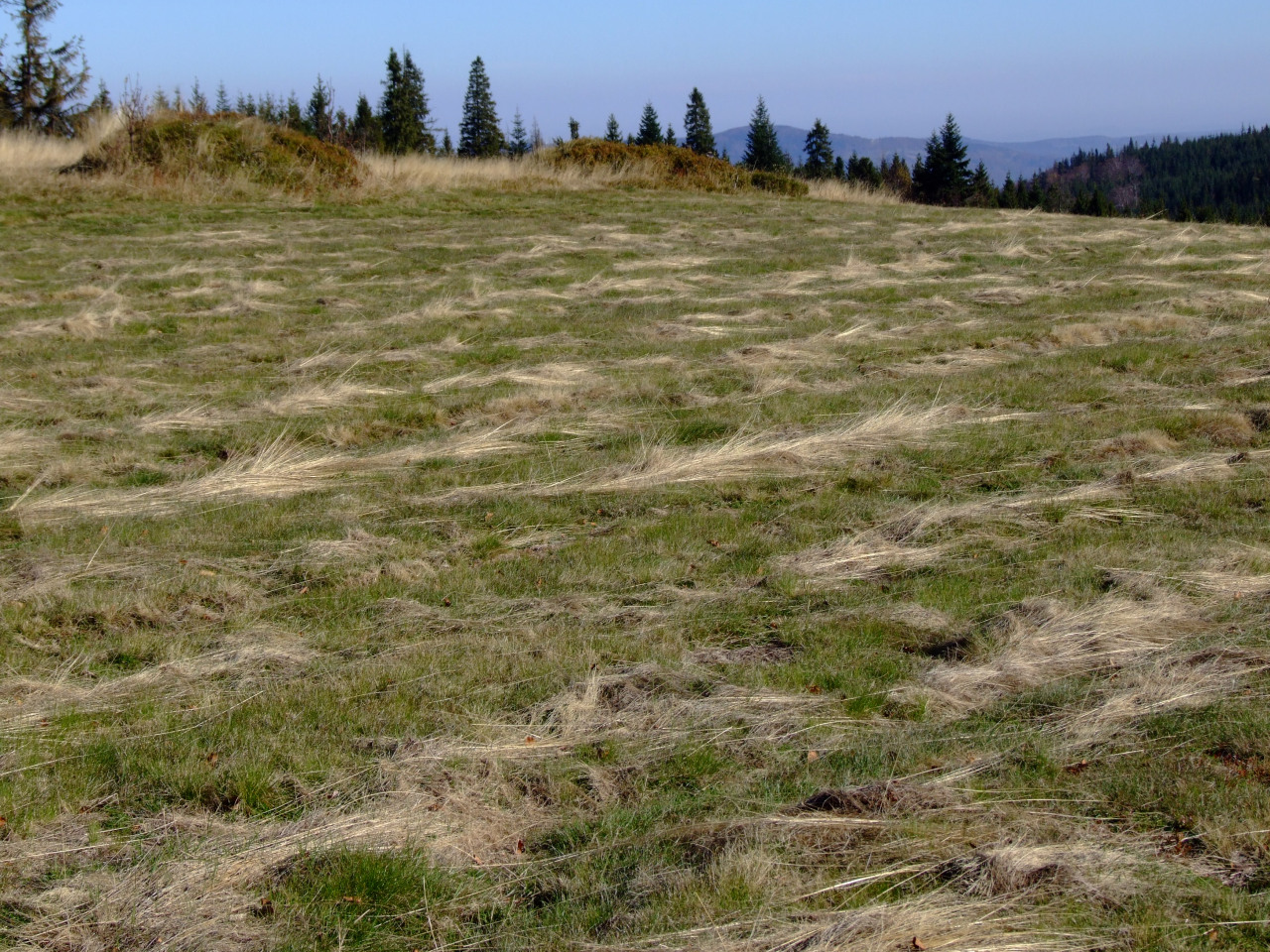
Polana Jaworze, w głębi kopce kamieni zbierane dawniej z ornego pola
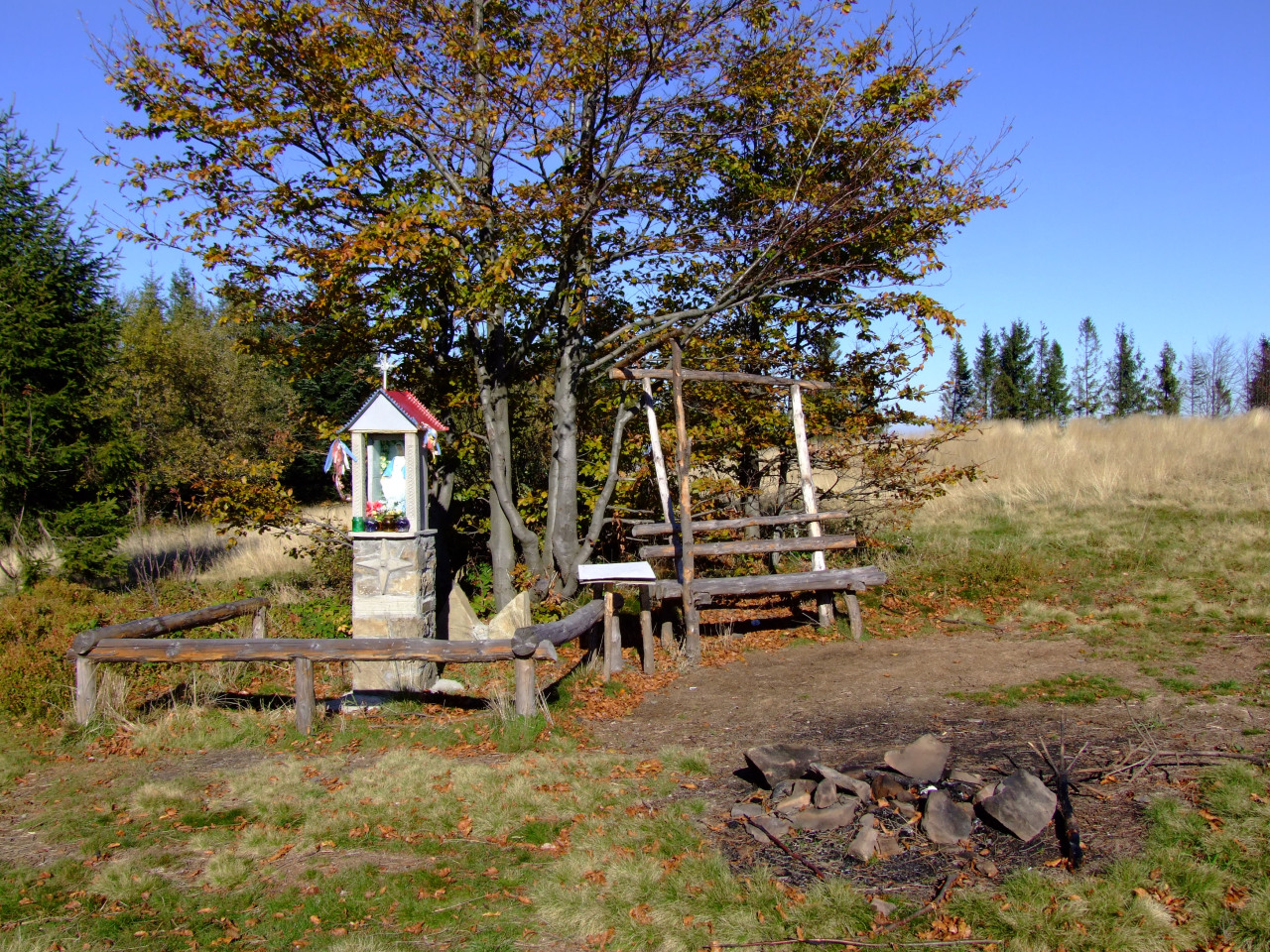
Kapliczka na polanie
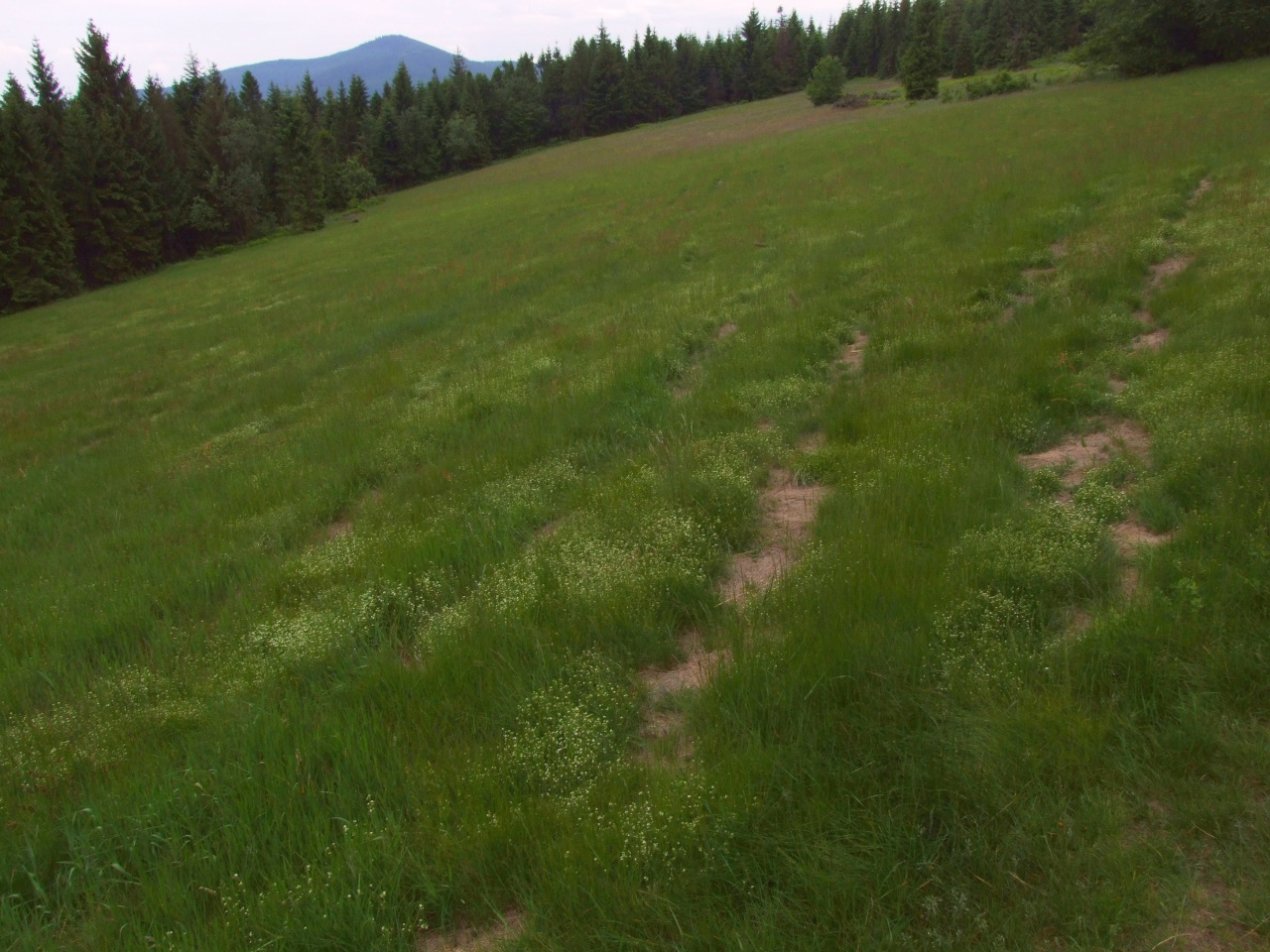
Dolna część polany